# 国際比較
国際比較（こくさいひかく）とは政治学用語の一つ。これは日本国内においての政治や経済などといった事柄のデータを、外国のそれと比較するということである。国際比較を行うのは、日本と外国の似たところや異なったところを比較して、このことから知られる日本の特性と、国際社会においての日本の位置付けを理解するためである。国際比較というのは日本政府によっても行われている事柄であり、各省庁はデータを取ってそれを公表している。たとえば財務省ならば財政や税制などといった事柄の国際比較を行いそのデータを公表しており、国際社会においての日本経済の位置付けを知ることができる。